# Gå den breda vägen
Gå den breda vägen är ett svenskt idiomatiskt uttryck, ursprungligen från Bibelns Nya Testamentets Matteusevangeliet, 7 kapitlet, verserna 13–14. Efter att ha uppmanat människorna att handla mot andra människor som de själva vill bli behandlade, säger Jesus:
"Gå in genom den trånga porten. Ty den port är vid och den väg är bred som leder till fördärvet, och det är många som går in genom den. Men den port är trång och den väg är smal som leder till livet, och det är få som finner den." (Citat Bibel 2000).

## Exempel
Betydelse: att begå brott eller försörja sig som kriminell
Våldtäktsmän är våldtäktsmän för att de självmant valt den breda vägen.
En ung människa tärd av andlig misär, som förvillat sig ut på den breda vägen.
Betydelse: göra det som är orätt för att det är lättast, enklast eller snabbast
Sätter man upp siffermål glider man lätt in på den breda vägen.
... en själens beskyddare och en motkraft till den breda vägen med de snabba lösningarna.
Betydelse: göra det som är rätt och enkelt
Jag skulle vilja påstå att vi går den smala vägen mot toppen.
Betydelse: göra som alla andra
...de två övriga ölnyheterna. De frestar mer med sina spännande namn och etiketter än med innehållet som följer den utstakade, breda vägen.